# Вільковічкі (Куявсько-Поморське воєводство)
Вільковічкі (пол. Wilkowiczki, нім. Wolfswald) — село в Польщі, у гміні Хоцень Влоцлавського повіту Куявсько-Поморського воєводства.
Населення — 462 особи (2011).
У 1975-1998 роках село належало до Влоцлавського воєводства.

## Демографія
Демографічна структура станом на 31 березня 2011 року:
|          | Загалом | Допрацездатний вік | Працездатний вік | Постпрацездатний вік |
| -------- | ------- | ------------------ | ---------------- | -------------------- |
| Чоловіки | 270     | 32                 | 208              | 30                   |
| Жінки    | 192     | 37                 | 110              | 45                   |
| Разом    | 462     | 69                 | 318              | 75                   |